# Chris Kanyon
Chris Kanyon, bürgerlich Christopher Klucsaritis, (* 4. Januar 1970; † 2. April 2010) war ein US-amerikanischer Wrestler.

## Leben
Nach seiner Schulzeit begann Kanyon eine berufliche Karriere als Wrestler.  Er trainierte unter den Trainern Pete McKay Gonzalez, Ismael Gerena und Bobby Bold Eagle am Lower East Side Wrestling Gym in Manhattan. Sein erstes Match als Wrestler fand am 5. April 1992 in Levitton, New York statt. Sein Künstlername war zunächst Chris Morgan und wechselte dann zum Namen Chris Canyon, den er dann zu Chris Kanyon änderte. 1995 wurde Kanyon zum vollberuflichen Profiwrestler. 1997 trat er bei den World Championship Wrestling (WCW) als Wrestler an und war in den folgenden Jahren als Wrestler in der WCW tätig. 2006 beendete Kanyon seine berufliche Karriere als Wrestler. 
Am 3. April 2010 wurde Chris Kanyon tot in seinem Apartment aufgefunden. Er beging Suizid.
Kanyon litt an einer bipolaren Störung und lebte offen homosexuell.

## Preise und Auszeichnungen (Auswahl)
- World Championship Wrestling
- WCW World Tag Team Championship – mit Diamond Dallas Page und Bam Bam Bigelow als Jersey Triad
- World Wrestling Federation
- WCW United States Championship
- WWF Tag Team Championship – mit Diamond Dallas Page